# Welgetempereerde stemming
Welgetempereerde stemming (ook welgetemperde stemming genoemd) is een verzamelnaam voor een aantal muzikale stemmingen met als belangrijkste karakteristiek dat er geen intervallen in voorkomen die voor het gehoor onaanvaardbaar van de reine stemming afwijken. 
Het grote voordeel van een welgetempereerde stemming boven de daarvóór gebruikelijke middentoonstemming is dat daarmee álle toonsoorten speelbaar zijn. Bovendien hebben de verschillende toonsoorten in veel welgetempereerde stemmingen elk een eigen karakter door de verschillend klinkende drieklanken, wat niet het geval is in de later opgekomen gelijkzwevende stemming.
Het bekende Das Wohltemperierte Klavier van Johann Sebastian Bach diende niet, zoals velen denken, om de voordelen van de gelijkzwevende stemming aan te tonen, maar veeleer om de verschillende karakters van de toonsoorten te laten uitkomen, en daarnaast aan te tonen dat de middentoonstemmingen ongeschikt zijn voor toonsoorten met veel voortekens.
De eerste welgetempereerde stemming in Europa was het in 1681 door Andreas Werckmeister geïntroduceerde Werckmeister III temperament. Verdere welgetempereerde stemmingen volgden, zoals Kirnberger-III (1779) van de Bach-leerling Johann Kirnberger, en nog vele andere, zoals Vallotti-Tartini (1750), Neidhardt-4 (1732), Weingarten (1750). Van recenter, tot zeer recente datum stammen: Young (1800), Stanhope (1806), Sievers (1868), Kelletat (1966), Kellner (1976) en Lehman (2005), om de meest bekende te noemen.
Een voorstel van Jobin, volgens "Bach et le Clavier bien Tempéré" is van de middentoon afgeleid, met behoud van twee reine grote tertsen. Hierop geïnspireerd is de 'welgetemperde middentoon'. Deze bevat vijf verkleinde kwinten (op C, G, D, A, E) en drie vergrote tertsen (op F, C, G), die allen een mathematisch aangetoonde gelijke zweeffrequentie hebben, gelijk aan 1,95 zwevingen/sec. Hierdoor is dit temperament snel auditief te stemmen, en dit is een van de kenmerken van de wijze waarop Bach stemde. Bovendien past de volgorde van de onreinheden van de kwinten perfect bij de volgorde van krullen getekend bovenaan de partituur van "Das wohltemperirte Clavier", krullen die bron zijn van heel wat voorstellen.
Welgetempereerd stemmen wordt als volgt door Kelletat gedefinieerd, op basis van Werckmeister's criteria (Orgelprobe 1691), deze criteria worden ook vandaag nog aanvaard:
Vertaalde tekst:
"Welgetempereerd stemmen veronderstelt een mathematisch-akoestische en praktisch-muzikale indeling van de tonen van een octaaf in twaalf delen, opdat er op basis van het rein systeem een onberispelijke uitvoering mogelijk zou zijn in alle toonsoorten, waarbij gestreefd dient te worden naar zo rein mogelijke diatonische intervallen.
Deze stemming komt voor als een spaarzaam temperende, aan verhoudingen gebonden versoepeling en verlenging van het middentoonsysteem, als ongelijkzwevende halve tonen en als gelijkzwevend temperament."
Duitse tekst:
“Wohltemperierung heißt mathematisch-akustische und praktisch-musikalischen Einrichtung von Tonmaterial innerhalb der zwölfstufigen Oktavskala zum einwandfreien Gebrauch in allen Tonarten auf der Grundlage des natürlich-harmonischen Systems mit Bestreben möglichster Reinerhaltung der diatonische Intervalle.
Sie tritt auf als proportionsgebundene, sparsam temperierende Lockerung und Dehnung des mitteltönigen Systems, als ungleichschwebende Semitonik und als gleichschwebende Temperatur.”
Tegenwoordig worden instrumenten met vaste toonhoogten meestal zo nauwkeurig mogelijk gelijkzwevend (eigenlijk: evenredigzwevend) gestemd. Voor een aantal instrumenten, waaronder met name orgels en klavecimbels, waar onzuiverheid van de terts in de hoofdtoonaarden goed waarneembaar is, is dit niet steeds het geval en wordt er dikwijls teruggegrepen naar welgetempereerd stemmen of naar stemmen volgens een middentoonsysteem op basis van artistieke criteria (periode van het stuk, bouwjaar van het instrument, instrument dat bespeeld wordt, enz.).